# Afik
Afik (hebreo: אפיק; árabe: فيق) es un kibutz y asentamiento israelí del sudeste de los Altos del Golán. Afik fue primero un asentamiento militar establecido por la Brigada Nahal tras la Guerra de los Seis Días cerca del pueblo sirio de Fiq, hasta que en 1972 fue fundado el kibutz. El kibutz se encuentra bajo la jurisdicción municipal del Concejo Regional Golán y el aeródromo de Fik se encuentra en los alrededores.
La comunidad internacional considera los asentamientos israelíes en los Altos del Golán ilegal según el derecho internacional, pero el gobierno israelí lo cuestiona.